# Аракрус (футбольный клуб)
«Аракрус» — бразильский футбольный клуб из одноимённого города, штата Эспириту-Санту. В настоящий момент выступает в Лиге Капишаба, сильнейшем дивизионе штата Эспириту-Санту.

## История
Клуб основан 12 июня 1954 года, под именем «Сауассу», своё нынешнее название клуб носит с 1991 года. Домашние матчи команда проводит на стадионе «Бамбу», вмещающем 5 000 зрителей. В 2012 году «Аракрус» впервые в своей истории победил в чемпионате штата Эспириту-Санту, до этого лучшим результатом клуба было второе место в 1993 году. Победа в чемпионате штата дала право «Аракрусу» в 2012 году впервые в своей истории выступить в Серии D Бразилии.

## Достижения
- Чемпион Лиги Капишаба (1): 2012.